# Liste der Biografien/Schmid, L
Liste der Biografien |
Portal Biografien |
L Personensuche
# |
A |
B |
C |
D |
E |
F |
G |
H |
I |
J |
K |
L |
M |
N |
O |
P |
Q |
R |
S |
T |
U |
V |
W |
X |
Y |
Z |
?
 
Sa |
Sb |
Sc |
Sd |
Se |
Sf |
Sg |
Sh |
Si |
Sj |
Sk |
Sl |
Sm |
Sn |
So |
Sp |
Sq |
Sr |
Ss |
St |
Su |
Sv |
Sw |
Sy |
Sz
 
Sca–Sce |
Sch |
Sci–Scz
 
Scha |
Schc |
Schd |
Sche |
Schg |
Schi |
Schj |
Schk |
Schl |
Schm |
Schn |
Scho |
Schp |
Schr |
Schs |
Scht |
Schu |
Schv |
Schw |
Schy
 
Schma |
Schme |
Schmi |
Schmo |
Schmu |
Schmy
 
Schmic |
Schmid |
Schmie |
Schmig |
Schmik |
Schmil |
Schmin |
Schmir |
Schmis |
Schmit
 
Schmida |
Schmidb |
Schmide |
Schmidf |
Schmidg |
Schmidh |
Schmidi |
Schmidj |
Schmidk |
Schmidl |
Schmidm |
Schmidp |
Schmidr |
Schmids |
Schmidt |
Schmid, A |
Schmid, B |
Schmid, C |
Schmid, D |
Schmid, E |
Schmid, F |
Schmid, G |
Schmid, H |
Schmid, I |
Schmid, J |
Schmid, K |
Schmid, L |
Schmid, M |
Schmid, N |
Schmid, O |
Schmid, P |
Schmid, R |
Schmid, S |
Schmid, T |
Schmid, U |
Schmid, V |
Schmid, W |
Schmid, Y
Die Liste der Biografien führt alle Personen auf, die in der deutschsprachigen Wikipedia einen Artikel haben. Dieses ist eine Teilliste mit 14 Einträgen von Personen, deren Namen mit den Buchstaben „Schmid, L“ beginnt.

## Schmid, L

### Schmid, Le
- Schmid, Leopold (1808–1869), deutscher katholischer Geistlicher, Theologe und Philosoph
- Schmid, Leopold (1901–1989), österreichischer Maler, Bildhauer, Graphiker und Keramiker

### Schmid, Li
- Schmid, Linda (* 1991), Schweizer FussballschiedsrichterassistentinLinda Schmid (* 1991)

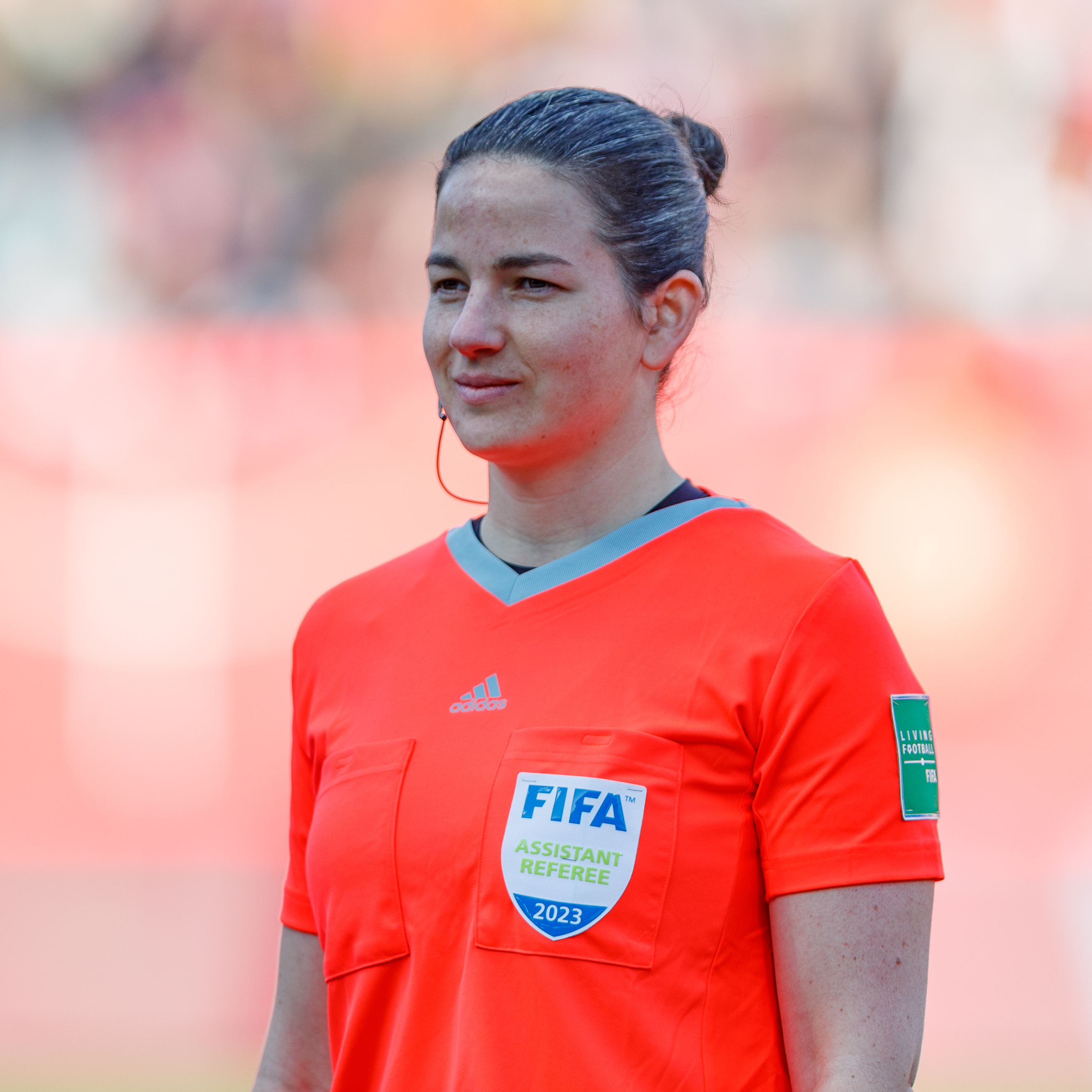
Linda Schmid (* 1991)

### Schmid, Lo
- Schmid, Lorenz (1787–1837), deutscher Jurist und Kommunalpolitiker, Bürgermeister von Ingolstadt
- Schmid, Lorenzo (* 1955), Schweizer Eishockeyspieler
- Schmid, Lothar (1928–2013), deutscher Karl-May-Verleger und Schachspieler

### Schmid, Lu
- Schmid, Lucas (* 1956), Schweizer Jazzmusiker (Bassposaune, Komposition)
- Schmid, Ludwig (1811–1898), deutscher Historiker
- Schmid, Ludwig (* 1943), bayerischer Jurist und Verwaltungsbeamter
- Schmid, Ludwig Benjamin Martin (1737–1793), deutscher evangelischer Geistlicher und Hochschullehrer
- Schmid, Ludwig Bernhard (1788–1857), deutscher evangelischer Geistlicher und Missionar
- Schmid, Ludwig Ferdinand (1823–1888), Schweizer Lyriker und Geschäftsmann
- Schmid, Lukas (* 1981), deutscher Opernsänger (Bass)
- Schmid, Luzia (* 1966), deutsch-Schweizer Dokumentarfilmregisseurin